# Vilsberg
 Vilsberg  es una comuna y población de Francia, en la región de Lorena, departamento de Mosela, en el distrito de Sarrebourg y cantón de Phalsbourg.
Su población en el censo de 1999 era de 379 habitantes.
Está integrada en la Communauté de communes du Pays de Phalsbourg .

## Demografía
| 394 | 375 | 376 | 363 | 388 | 379 |
| Para los censos de 1962 a 1999 la población legal corresponde a la población sin duplicidades (Fuente: INSEE [Consultar]) |     |     |     |     |     |